# Grammy Awards 1969
La 11ª edizione dei Grammy Awards si è svolta il 12 marzo 1969.

## Vincitori e candidati

### Categorie principali

#### Registrazione dell'anno
- Mrs. Robinson - Simon & Garfunkel; Roy Halee & Simon & Garfunkel (produttori)
- Harper Valley P.T.A. - Jeannie C. Riley; Shelby Singleton (produttore)
- Hey Jude - The Beatles; George Martin (produttore)
- Honey - Bobby Goldsboro; Bob Montgomery & Bobby Goldsboro (produttori)
- Wichita Lineman - Glen Campbell; Al De Lory (produttore)

#### Canzone dell'anno
- Little Green Apples, scritta da Bobby Russell, cantata da O.C. Smith
- Harper Valley P.T.A., scritta da Tom T. Hall, cantata da  Jeannie C. Riley
- Hey Jude, scritta da John Lennon e Paul McCartney, cantata dai The Beatles
- Honey, scritta da Bobby Russell, cantata da Bobby Goldsboro
- Mrs. Robinson, scritta da Paul Simon, cantata da Simon & Garfunkel

#### Album dell'anno
- By the Time I Get to Phoenix - Glen Campbell; Al De Lory (produttore)[1]
- Bookends - Simon & Garfunkel; Roy Halee e Simon & Garfunkel (produttori)
- Feliciano! - José Feliciano; Rick Jarrard (produttore)
- Magical Mystery Tour - The Beatles; George Martin (produttore)
- A Tramp Shining - Richard Harris; Jimmy L. Webb (produttore)

#### Miglior artista esordiente
- José Feliciano
- Cream
- Gary Puckett & The Union Gap
- Jeannie C. Riley
- O.C. Smith

### Country

#### Miglior canzone country
- Little Green Apples - Roger Miller, O.C. Smith, Bobby Russell

### Pop

#### Miglior interpretazione contemporanea vocale femminile
- Dionne Warwick - Do You Know the Way to San Jose
- Aretha Franklin - I Say a Little Prayer
- Mary Hopkin - Those Were the Days
- Merrilee Rush - Angel of the Morning
- Barbra Streisand - Funny Girl

#### Miglior interpretazione contemporanea vocale maschile
- José Feliciano - Light My Fire
- Bobby Goldsboro - Honey
- O.C. Smith - Little Green Apples
- Richard Harris - MacArthur Park
- Glen Campbell - Wichita Lineman

#### Miglior interpretazione contemporanea vocale di un gruppo/duo
- Mrs. Robinson - Simon & Garfunkel

### R&B

#### Miglior canzone R&B
- (Sittin' on) the Dock of the Bay, scritta da Otis Redding e Steve Cropper, eseguita da Otis Redding
- Chain of Fools, scritta da Don Covay, eseguita da Aretha Franklin
- Pickin' Wild Mountain Berries, scritta da Edward Thomas, Bob McRee e Clifton Thomas, eseguita da Peggy Scott e Jo Jo Benson
- Who's Making Love, scritta da Homer Banks, Bettye Crutcher, Raymond Jackson e Donald Davis, eseguita da Johnnie Taylor
- I Wish It Would Rain, scritta da Norman Whitfield, Barrett Strong e Roger Penzabene, eseguita da The Temptations